# Hibiscus purpureus
Hibiscus purpureus är en malvaväxtart som beskrevs av Peter Forsskål. Hibiscus purpureus ingår i Hibiskussläktet som ingår i familjen malvaväxter. Inga underarter finns listade i Catalogue of Life.